# Talis pallidalis
Talis pallidalis là một loài bướm đêm trong họ Crambidae.